# Krakonošovo tajemství
Krakonošovo tajemství je koprodukční česko-slovensko-německá romantická pohádka režiséra Petera Bebjaka, jejíž televizní premiéra proběhla 25. prosince 2022. Se sledovaností přes tři miliony diváků starších 15 let se stala do této doby nejsledovanější pohádkou vysílanou tento den od počátku měření sledovanosti (1997). S večerníčkovým seriálem Krkonošské pohádky, v němž soupeřili Krakonoš a Trautenberk, nemá nic společného.

## Výroba
Natáčení začalo v červenci 2022 na zámcích Hrádek u Nechanic a Doudleby nad Orlicí; následně štáb navštívil Příchovice u Kořenova, jeskyně na Blanensku, skanzen Veselý kopec i Úštěk. Pro pohádkový zámek Hůrka, dějiště pohádkového příběhu, použili tvůrci hrady Kost a Sovinec; interiér Krakonošovy chalupy pak postavili v brněnském studiu České televize a její exteriér zasadili na skalnatý vrchol Bílé skály v Krkonoších, cca 2 km východně od Příchovic.

## Příběh
Na podkrkonošský zámek Hůrka přijíždí nový majitel Štěpán se svou krásnou snoubenkou komtesou Blankou a mladším bratrem Adamem. Cestou do rezidence však panský kočár srazí kolemjdoucí dívku (Lidušku); té Adam nabídne pomoc a Liduška se do něj zamiluje. Pak již jen zbývá ozřejmit, jaký příběh nakonec napíše udivený národopisec Jiráček, skeptický sběratel místních pověstí, vyluštit záhadu, kterou skrývá zámek a především – rozlousknout otázku totožnosti Krakonoše.

## Obsazení
| David Švehlík      | Krakonoš                                 |
| Leona Skleničková  | zahradnice Liduška                       |
| Jan Nedbal         | Adam                                     |
| Jakub Prachař      | císař Štěpán                             |
| Dominika Morávková | komtesa Blanka (dabing: Anna Theimerová) |
| Ondřej Sokol       | národopisec Pravoslav Jiráček            |
| Diana Mórová       | matka Lidušky a Honzíka                  |
| Jakub Barták       | Honzík, mladší bratr Lidušky             |
| Martin Huba        | správce                                  |
| Norbert Lichý      | starosta                                 |
| Olaf Burmeister    | lékárník (dabing: Roman Štabrňák)        |